# Poljudstadion
Poljudstadion (kroatiska: Stadion Poljud), officiellt Stadsstadion i Poljud (Gradski stadion u Poljudu), är en fotbollsanläggning i Split, Kroatien. Stadion är uppkallad efter stadsdelen Poljud och är fotbollslaget Hajduk Splits hemmaarena. Den har plats för 35 000 åskådare. Poljudstadion var en av arenorna i Europamästerskapen i friidrott 1990.